# Guerreiros do Céu e da Terra
Warriors of Heaven and Earth (bra/prt: Guerreiros do Céu e da Terra) é um filme sino-honconguês de 2003, dos gêneros drama, ação e aventura, dirigido por He Ping para a Columbia (subsidiária da Sony Entertainment), com roteiro do próprio diretor e Rui Zhang.

## Sinopse
Nômades turcos e salteadores não dão trégua às caravanas da rota da seda, na China do século 8.º.